# 边荣海
边荣海（1962年8月—），天津宝坻人，中共党员，曾任宝坻区人大常委会主任。

## 生平[1]
1962年8月，生于今天津市宝坻区。1980年9月至1982年9月，天津市宝坻县师范学校学生。1982年9月至1991年2月，任天津市宝坻县大钟庄中学教师。1982年9月至1985年7月，在天津广播电视大学中文专业学习。1989年5月，加入中国共产党。1991年2月至1993年5月，天津市宝坻县大钟庄乡团委副书记、组织干事。1993年5月至1995年11月，天津市宝坻县大钟庄乡党委组织委员。1995年11月至1997年2月，天津市宝坻县北潭乡副乡长。1997年2月至1999年4月，天津市宝坻县北潭乡党委副书记、乡长。1999年4月至2001年10月，天津市宝坻县北潭乡党委书记、人大主席。2001年10月至2003年11月，天津市宝坻区新安镇党委书记、人大主席。2003年11月至2004年9月，天津市宝坻区新安镇党委书记。2004年9月至2007年1月，天津市宝坻区教育局党委副书记、局长。2007年1月至2011年12月，天津市宝坻区副区长。2005年9月至2007年12月，在天津市委党校法律专业学习。2011年12月起，先后担任天津市宝坻区委常委、副区长，天津市宝坻区委常委、常务副区长。2018年1月11日至2021年12月14日，任天津市宝坻区人大常委会主任。